# Neographie
Neographie (altgriechisch νέος néos „neu, frisch“ und -graphie; sinngemäß „Neuschreiberei“) steht allgemein für die Abweichung von einer vorherrschenden Schreibart. Derjenige, der sie anwendet, wird als Neograph („Neuschreiber“) bezeichnet. Die Neographie kann sich auf die abweichende Schreibweise von Wörtern, Notationen und Ausdrücken beschränken, kann sich jedoch auch auf das Schreiben abweichender neuer Meinungen und Auffassungen ausdehnen.

## Gregorianischer Choral

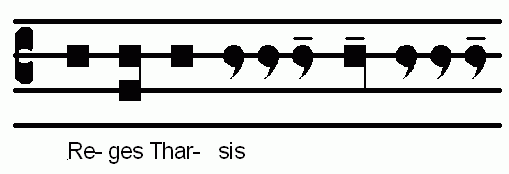
Beginn des Offertoriums Reges Tharsis von Epiphanie in neographischer Schreibweise

Die Darstellung von Neumen des Gregorianischen Gesanges in Neographie orientiert sich an der Schreibweise in der Quadratnotation, wird aber durch veränderte und zusätzliche Zeichen, wie zum Beispiel mit Strophae oder Episemen, bereichert, die die Feinheiten der alten Handschriften und somit die Erkenntnisse der Gregorianischen Semiologie besser darstellen können.

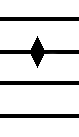
Punctum inclinatum

So gibt es neben den üblichen, quadratischen Neumen vermehrt auch Rauten (Punctum inclinatum) und eigene Zeichen für Strophae. Die Choralbücher Psalterium Monasticum (1981) und Liber Hymnarius (1983), die von der Abtei Sankt Peter in Solesmes bei Sablé-sur-Sarthe herausgegeben wurden, sind in Neographie gesetzt.